# 23 octobre 1920
Le samedi 23 octobre 1920 est le 297e jour de l'année 1920.

## Naissances
- Augustin Sagna (mort le 12 décembre 2012), prélat catholique sénégalais
- Bob Montana (mort le 4 janvier 1975), dessinateur américain
- Bolette Petri-Sutermeister (morte en mars 2018), écrivaine hèlvéto-danoise
- Gianni Rodari (mort le 14 avril 1980), écrivain italien
- Jim Henry (mort le 21 janvier 2004), joueur professionnel canadien de hockey sur glace
- Kaija Siren, (morte le 15 janvier 2001), architecte
- Lygia Clark (morte le 25 avril 1988), artiste brésilienne
- Rayford Barnes (mort le 11 novembre 2000), acteur américain
- Severino Radici, joueur de basket-ball italien
- Tetsuya Théodore Fujita (mort le 19 novembre 1998), scientifique japonais
- William Rawle Weeks (mort le 5 mai 2009), écrivain américain